# Teodor (mestre dels soldats)
Teodor   (segle VI - valor desconegut) en llatí: Teodorus, va ser un general de l'Imperi Romà d'Orient del segle VI, actiu durant el regnat de l'emperador Justí II (r. 565–578). Va combatre contra l'Imperi Sassànida en la Guerra romano-sassànida del 572–591 entre els anys 572 i 587 servint sota el comandament dels magister militum de la regió.
Teodor era nadiu de Ràbedis (al sud d'Amida). A la tardor del 572, va servir a Marcià, magister militum per Orientem, que el va enviar, al costat de Sergi i Juventí, a realitzar una incursió a l'Arzanene. A finals de 574 i a la primavera del 575, com a magister militum d'Armènia, va comandar tropes armènies, al costat de Curs, en operacions a Albània. El 587, va servir a l'Orient sota Filípic, que li va cedir el comandament d'un terç de l'exèrcit, al costat d'Andreu, i els va enviar en una invasió a l'Imperi Sassànida.